# The Kill
The Kill – drugi po „Attack” singel zespołu Thirty Seconds to Mars z albumu A Beautiful Lie. Oficjalna premiera piosenki odbyła się 30 sierpnia 2005 roku w USA.

## Lista utworów
1. „The Kill” (album version) – 3:53
2. „Attack” (live at CBGB’s, Lipiec 2006) – 4:06
3. „The Kill” (acoustic and live on VH1) – 3:48

## Nagrody
- W kategorii „Najlepszy singel” na 2007 Kerrang Awards.

## Teledysk
Video do piosenki powstało w oparciu o film „Lśnienie” na podstawie powieści Stephena Kinga.